# Энергетика Тюменской области
Энергетика Тюменской области — сектор экономики региона, обеспечивающий производство, транспортировку и сбыт электрической и тепловой энергии. По состоянию на конец 2018 года, на территории Тюменской области эксплуатировались 6 электростанций общей мощностью 2146,9 МВт, подключённых к единой энергосистеме России, в том числе 3 крупные тепловые электростанции и 3 небольшие электростанции промышленных предприятий. В 2018 году они произвели 10 901,1 млн кВт·ч электроэнергии.

## История
Первая электростанция в Тюмени была построена в 1893 году купцом И. Н. Игнатовым и использовалась для энергоснабжения пароходства и близлежащих домов. Первая электростанция общего пользования была построена в рамках концессии Ф. Полем в 1909 году, она имела мощность 80 л.с и работала на дровах. Станция позволила наладить в Тюмени электрическое освещение улиц. В 1912 году станция была перенесена на новое место с увеличением мощности, а в 1916 году выкуплена в городскую собственность. На тот момент ее мощность составляла 575 кВт.
В 1920-х годах обсуждалась возможность строительства гидроэлектростанции на реке Пышме, но от реализации этого проекта отказались. Вместо нее в 1927—1932 годах была построена тепловая электростанция мощностью 2000 кВт, работающая на торфе — Тюменская городская коммунальная ТЭС. Она проработала до 1957 года. После начала Великой Отечественной войны в Тюмень было эвакуировано более 20 предприятий, потребность в электроэнергии города резко возросла. В 1942 году было начато и в 1944 году завершено строительство новой ТЭЦ мощностью более 20 МВт.
История «большой» энергетики Тюменской области началась с пуском в 1960 году Тюменской ТЭЦ-1. Станция постепенно наращивала мощности, в 1968—1972 годах была введена в эксплуатацию её вторая очередь. Изначально Тюменская ТЭЦ-1 работала на торфе, в 1979—1985 годах была переведена на природный газ. В 1975 году было начато строительство Тобольской ТЭЦ, основной задачей которой стало обеспечение электроэнергией и теплом крупного нефтехимического комбината. Новая станция начала вырабатывать тепло в 1982 году, а электроэнергию — в 1983 году. В 1986 году строительство первой очереди станции было завершено.
В 1979 году Тюменская энергосистема была выделена из Свердловской. В 1984 году начинается строительство крупнейшей электростанции региона — Тюменской ТЭЦ-2. Её первый энергоблок был введён в эксплуатацию в 1986 году, последний — в 1990 году. В 2005 году на Тюменской ТЭЦ-1 был введён в эксплуатацию первый парогазовый энергоблок, в 2011 году — второй парогазовый энергоблок. Также в 2011 году была модернизирована Тобольская ТЭЦ с монтажом дополнительного турбоагрегата.

## Генерация электроэнергии
По состоянию на конец 2018 года, на территории Тюменской области эксплуатировались 6 электростанций общей мощностью 2146,9 МВт, подключённые к единой энергосистеме России — Тюменская ТЭЦ-1, Тюменская ТЭЦ-2, Тобольская ТЭЦ, ГТЭС ОАО «Газтурбосервис», ГТЭС Моторостроители, ГТЭС Южно-Нюрымского месторождения.

### Тюменская ТЭЦ-1
Расположена в г. Тюмени, один из основных источников теплоснабжения города. Паротурбинная Теплоэлектроцентраль смешанной конструкции (паротурбинная части и два парогазовых энергоблока), в качестве топлива использует природный газ. Эксплуатируемые в настоящее время турбоагрегаты введены в эксплуатацию в 1969—2011 годах, при этом сама станция работает с 1960 года, являясь старейшей ныне действующей электростанцией региона. Установленная электрическая мощность станции — 681,7 МВт, тепловая мощность — 1561 Гкал/час. Выработка электроэнергии в 2018 году — 3920,9 млн кВт·ч. Оборудование станции включает в себя три турбоагрегат а мощностью по 94 МВт (паротурбинная часть), турбоагрегат мощностью 130 МВт и газотурбинная установка мощностью 60 МВт (первый парогазовый энергоблок), турбоагрегат мощностью 145,3 МВт и газотурбинную установку мощностью 64,4 МВт (второй парогазовый энергоблок). Также имеется 7 котлоагрегатов, 2 котла-утилизатора и 4 водогрейных котла. Принадлежит ПАО «Фортум».

### Тюменская ТЭЦ-2
Расположена в г. Тюмени, один из основных источников теплоснабжения города, крупнейшая электростанция Тюменской области. Блочная паротурбинная теплоэлектроцентраль, в качестве топлива использует природный газ. Турбоагрегаты станции введены в эксплуатацию в 1986—1990 годах. Установленная электрическая мощность станции — 755 МВт, тепловая мощность — 1410 Гкал/час. Выработка электроэнергии в 2018 году — 4424,4 млн кВт·ч. Оборудование станции включает в себя четыре турбоагрегата, три мощностью по 180 МВт и один — 215 МВт. Также имеется 4 котлоагрегата, 3 паровых котла и 3 водогрейных котла. Принадлежит ПАО «Фортум».

### Тобольская ТЭЦ
Расположена в г. Тобольске, обеспечивает энергоснабжение Тобольского нефтехимического комбината, также является основным источником теплоснабжения города. Паротурбинная теплоэлектроцентраль, в качестве топлива использует природный газ. Турбоагрегаты станции введены в эксплуатацию в 1983—2011 годах. Установленная электрическая мощность станции — 665,3 МВт, тепловая мощность — 2223 Гкал/час. Выработка электроэнергии в 2018 году — около 3140 млн кВт·ч. Оборудование станции включает в себя пять турбоагрегатов, все разной мощности — 103,6 МВт, 109,7 МВт, 135 МВт, 142 МВт, 175 МВт. Также имеется 9 котлоагрегатов и 3 водогрейных котла. Принадлежит ООО «СИБУР Тобольск».

### Электростанции промышленных предприятий
В Тюменской области эксплуатируется три электростанции промышленных предприятий (блок-станции), подключённые к ЕЭС России, общей мощностью 44,9 МВт. В 2018 году они выработали около 76 млн кВт·ч.
- ГТЭС АО «Газтурбосервис» — газотурбинная электростанция мощностью 12 МВт. Оборудование включает одну газотурбинную установку, введённую в эксплуатацию в 2002 году.
- ГТЭС Моторостроители — газотурбинная электростанция мощностью 24,9 МВт. Оборудование включает одну газотурбинную установку, введённую в эксплуатацию в 2016 году. Собственник — ПАО «Тюменские моторостроители».
- ГТЭС Южно-Нюрымского месторождения — газотурбинная электростанция мощностью 8 МВт. Оборудование включает две газотурбинные установки мощностью по 4 МВт, введённые в эксплуатацию в 2017 году. Собственник — ПАО «Сургутнефтегаз».

## Потребление электроэнергии
Потребление электроэнергии в Тюменской области в 2018 году составило 13 647,5 млн кВт·ч, максимум нагрузки — 2057 МВт. Таким образом, Тюменская область является энергодефицитным регионом по электроэнергии и сбалансированным по мощности, дефицит восполняется перетоками из смежных энергосистем Казахстана, Свердловской, Курганской и Омской областей, а также Ханты-Мансийского АО. Крупнейшие потребители электроэнергии — АО «Транснефть — Сибирь» (1208,4 млн кВт·ч), ООО «СИБУР Тобольск» (1069,5 млн кВт·ч), ООО «Газпром трансгаз Сургут» (1010,1 млн кВт·ч). Функции гарантирующего поставщика электроэнергии выполняют Тюменьэнергосбыт — филиал АО «ЭК Восток» и АО «Газпром энергосбыт Тюмень».

## Электросетевой комплекс
Энергосистема Тюменской области входит в ЕЭС России, являясь частью Объединённой энергосистемы Урала, находится в операционной зоне филиала АО «СО ЕЭС» — «Региональное диспетчерское управление энергосистем Тюменской области, Ханты-Мансийского автономного округа-Югры и Ямало-Ненецкого автономного округа» (Тюменское РДУ). Энергосистема региона связана с энергосистемами Челябинской области, Казахстана по двум ВЛ 110 кВ, Свердловской области по двум ВЛ 500 кВ, одной ВЛ 220 кВ и четырём ВЛ 110 кВ, Курганской области по двум ВЛ 500 кВ, Омской области по одной ВЛ 500 кВ и трём ВЛ 110 кВ, Ханты-Мансийского АО по пяти ВЛ 500 кВ, двум ВЛ 220 кВ, пяти ВЛ 110 кВ.
Общая протяженность линий электропередачи напряжением 110—500 кВ по состоянию на конец 2018 года составляет 8852,2 км, в том числе линий электропередачи напряжением 500 кВ (включая ВЛ 220 кВ в габаритах 500 кВ) — 2375 км, 220 кВ — 1507 км, 110 кВ — 4970,2 км. Магистральные линии электропередачи напряжением 220—500 кВ эксплуатируются филиалом ПАО «ФСК ЕЭС» — «Магистральные электрические сети Западной Сибири», распределительные сети напряжением 110 кВ и ниже — АО «Россети Тюмень» и ПАО «СУЭНКО».